# Marie-France James
Pour les articles homonymes, voir James.
Marie-France James est une essayiste canadienne, docteur ès-lettres de l'Université de Paris et ex-vice-présidente du Centre d'information sur les nouvelles religions de Montréal. Née à Montréal en 14 février 1943. Elle est décédée le 1er septembre 2023.
Elle était collaboratrice à la revue conservatrice québécoise Égards.

## Biographie
Elle obtient son Baccalauréat en 1962. Alternance travail professionnel (Afrique et Asie) et formation universitaire jusqu’à l’obtention d’un IIIe Cycle en Techniques supérieures de Développement (Université de Paris I, 1970) suivi d’un Doctorat ès Lettres (Université de Paris X, 1978) avec une thèse consacrée à l’ésotériste français René Guénon (1886-1951) et les milieux catholiques de son temps. Pionnière du Centre d’Information sur les Nouvelles Religions créé à Montréal en 1984. Chargée de recherche dans le cadre de la Faculté de Théologie de l’Université de Montréal (1984-1992). Enseignement universitaire, journalisme, conférences, sessions et expertises axés sur le phénomène des nouveaux mouvements religieux, magiques et ésotériques (1977-1998).
Elle s'intéresse aux sources du New Age tels que le spiritisme d'Allan Kardec, l'occultisme d'Éliphas Lévi, la théosophie d'Héléna-Petrovna Blavatsky et d'Annie Besant et Papus et les Rose-Croix.

## Principales publications
- De Léon Bloy à Raymond Barbeau , enquête historico-critique, Montréal, 15 novembre 2016.
- Ésotérisme et christianisme. Autour de René Guénon, Paris, Nouvelles Éditions latines, 1981. (revue par Anne Morelli dans Revue belge de philologie et d'histoire, 1986, vol. 64, n° 2, pp. 410-411[4].
- Ésotérisme, occultisme, franc-maçonnerie et christianisme aux XIXe et XXe siècles. Explorations bio-bibliographiques, préface de Émile Poulat, Paris, Nouvelles Éditions latines, 1981.
- Le Phénomène Vassula. Étude critique : critères, méthodes, expertise, discernement, Paris, Nouvelles éditions latines, 1992. (sur Vassula Ryden)
- Les précurseurs de l'ère du Verseau, Montréal / Paris, Éditions Paulines / Médiaspaul, coll. « Notre temps » (no 29), 1985, 191 p. (ISBN 2-89039-975-3, présentation en ligne).